# Girolamo Panzetta
Girolamo Panzetta (Villanova del Battista, 6 settembre 1962) è un conduttore televisivo e attore italiano che vive e lavora in Giappone.
In un sondaggio giapponese del 2006 è risultato essere il secondo italiano più famoso nel paese dopo Leonardo da Vinci.

## Biografia
Originario della provincia di Avellino ma cresciuto a Napoli, è sposato con la giapponese Kikuko Yazawa, figlia di un dirigente della NHK.
Si laurea in economia dopo aver conseguito quella in architettura. Dal 1996 lavora nella televisione giapponese, diventando una sorta di emblema della cultura e delle tipicità italiane: nel suo primo programma televisivo su NHK, Itariagokaiwa, si occupa di insegnare l'italiano ai telespettatori giapponesi. Il programma viene trasmesso per quindici anni, diventando uno tra i programmi più longevi dell'emittente. Partecipa come ospite e commentatore sportivo in programmi su Fuji Television, TV Asahi e sulla stessa NHK; appare come reporter in programmi di cultura e in programmi di cucina e varietà su Fuji TV, TV Asahi, NHK, Nippon TV, TV Tokyo; come presentatore su TBS. Conduce programmi di musica classica sulla TBS radio.
La sua immagine viene di frequente associata a vari prodotti, italiani e giapponesi, con eventi dal vivo sia in Italia, sia all'estero. Viene interpellato come moderatore e conduttore in convegni relativi a moda, costume e politica; inoltre è comparso in spot pubblicitari e telegiornali. Si presta come modello su magazine femminili (STORY!, CLASSY e BLENDA) e sulla rivista di moda maschile LEON, sulla cui copertina appare consecutivamente 151 volte in tredici anni (entrando per questo motivo nel Guinness dei primati). Contribuisce a rubriche di cucina su JUNON!, DONNA!, CLASSY! e OGGI e ad altre rubriche su Mr. HI FASHION, Nikkei, Sport Nippon.
Ha preso parte all'opera teatrale Yoshimoto Gheeki Dan e al dorama Ore no Dandyism nel ruolo di se stesso. Ha prestato la voce a Luigi nell'edizione giapponese dei film d'animazione Cars - Motori ruggenti, Cars 2 e Cars 3.
È autore di alcuni libri relativi alla cultura e alla cucina italiana: il primo libro è stato Il paradiso degli italiani (Gokuraku itariagin ni naru hoho), saggio breve, venduto in due milioni di copie.
Possiede un ristorante specializzato in cucina italiana chiamato "Giromondo Kitchen" nel distretto Aobadai di Tokyo.
Nel 2006 gli è stato conferito il titolo di Cavaliere dell'Ordine della Stella d'Italia.